# Chipring

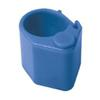
Chipring

Een chipring is een kunststof ring waarin zich een chip van het type flash bevindt, die onder meer wordt gebruikt in de postduivensport.
Het geheugen van de chip bevat onder andere het landnummer, verenigingsnummer en lidnummer van de eigenaar van de duif, alsook het jaartal en het ringnummer van de duif. Het ringnummer, vermeld op de vaste voetring van de duif, is een uniek identificatienummer.
De combiring zal het gebruik van losse chipringen in de toekomst vervangen. 
De chip van de chipring kan uitgelezen worden via een antenne verbonden aan een duivenklok.